# Lorraine Fenton
Lorraine Fenton, née Lorraine Graham le 8 septembre 1973 à Manchester, est une ancienne athlète jamaïcaine spécialiste du 400 mètres. Elle a remporté durant sa carrière deux médailles olympiques et sept médailles lors des Championnats du monde, dont le titre en relais 4 × 400 mètres en 2001 à Edmonton.

## Biographie
Pour sa première participation à une compétition sénior, les Championnats du monde d'Athènes en 1997, Lorraine Graham remporte avec ses coéquipières de l'équipe de Jamaïque la médaille de bronze du relais 4 × 400 mètres. Deux ans plus tard, lors des Mondiaux de Séville en 1999, elle s'adjuge sa première médaille en individuelle. Elle est devancée en finale du 400 mètres par Cathy Freeman et Anja Rücker mais bat son record personnel en 49 s 92. En 2000, Graham est une nouvelle fois battue par Freeman en finale des Jeux olympiques de Sydney. Elle obtient une seconde médaille, le bronze sur le relais 4 × 400 mètres.
Lorraine Graham se marie en 2001 et participe désormais aux compétitions sous le nom de Lorraine Fenton. Aux Championnats du monde d'Edmonton, elle est de nouveau devancée en finale du 400 mètres. La Sénégalaise Amy Mbacke Thiam l'emporte pour deux centièmes de secondes. Fenton obtient cependant la consécration mondiale en remportant, quelques jours plus tard, le 4 × 400 mètres avec ses compatriotes Sandie Richards, Catherine Scott et Debbie-Ann Parris. Elle dominent, avec le temps de 3 min 20 s 65, l'Allemagne et la Russie. En 2002, elle réalise sa meilleure performance sur le tour de piste en 49 s 30, établissant du même coup un record de Jamaïque. La même année, elle prend la deuxième place de la Finale mondiale de l'athlétisme. Aux Mondiaux de Paris 2003, elle obtient une nouvelle médaille d'argent en finale du 400 mètres. La Mexicaine Ana Guevara devient championne du monde de la distance. Fenton décroche ensuite la médaille de bronze du relais 4 × 400 m.
En 2004, elle voit sa saison compromise à la suite d'une blessure aux ischio-jambiers, et ne fait pas le déplacement aux Jeux olympiques d'Athènes. Elle recouvre ses capacités physiques l'année suivante. Aux Championnats du monde d'Helsinki 2005, elle obtient la médaille d'argent dans le relais 4 × 400 m, pour l'une de ses dernières compétitions officielles. Lorraine Fenton met un terme à sa carrière en 2006.

## Palmarès

### Jeux olympiques
- Jeux olympiques d'été de 2000 à Sydney :
  -  Médaille d'argent du 400 mètres
  -  Médaille d'argent du relais 4 × 400 mètres

### Championnats du monde
- Championnats du monde 1997 à Athènes :
  -  Médaille de bronze du relais 4 × 400 mètres
- Championnats du monde 1999 à Séville :
  -  Médaille de bronze du 400 mètres
- Championnats du monde 2001 à Edmonton :
  -  Médaille d'or du relais 4 × 400 mètres.
  -  Médaille d'argent du 400 mètres
- Championnats du monde 2003 à Paris :
  -  Médaille d'argent du 400 mètres
  -  Médaille de bronze du relais 4 × 400 mètres
- Championnats du monde 2005 à Helsinki :
  -  Médaille de bronze du relais 4 × 400 mètres

## Sources
- (en) Cet article est partiellement ou en totalité issu de l’article de Wikipédia en anglais intitulé « Lorraine Fenton » (voir la liste des auteurs).